# فرنسوا بونيت
فرنسوا بونيت (بالفرنسية: François Bonnet )‏ (و. 1911 – 1986 م) هو لاعب كرة قدم، من فرنسا، توفي في سانت إتيان، عن عمر يناهز 75 عاماً.

## روابط خارجية
- فرنسوا بونيت على موقع قاعدة بيانات كرة القدم.إي يو (الإنجليزية)